# Manent-Montané
Manent-Montané è un comune francese di 92 abitanti situato nel dipartimento del Gers nella regione dell'Occitania.

## Società

### Evoluzione demografica
Abitanti censiti